# ماساراچ
ماساراچ (به اسپانیایی: Masarach) یک منطقهٔ مسکونی در اسپانیا است که در آلت امپوردا واقع شده‌است. ماساراچ ۱۲٫۶ کیلومتر مربع مساحت دارد.